# 棕墊炭豆菌
棕墊炭豆菌（學名：Rosellinia necatrix），又稱白紋羽病菌，是子囊菌門炭豆菌屬的一種真菌，廣泛分布於世界各地，是重要的植物病原菌，可感染蘋果、酪梨等多種果樹。本種真菌從土壤中以菌絲穿透植物的根部造成感染，可造成全株症狀，最終使植物凋萎。已知多種真菌病毒可感染此真菌，其中數種病毒可降低此真菌對植物的致病性，有用於生物防治的潛力。

## 分類
棕墊炭豆菌最早於1883年由德國真菌學家羅伯特·哈蒂格描述發表，當時為德國與法國葡萄園中重要的植物病原真菌，哈蒂格將其無性態歸入黑柄孢菌屬（Dematophora）中，並推測其有性態很可能屬於炭豆菌屬。後來義大利植物學家奧古斯托·拿破崙·伯利斯將其歸入炭豆菌屬中。1904年法國植物學家愛德華·恩斯特·普里利厄確認此分類歸屬，並首次完整描述了此真菌的有性態與其感染植物的症狀。
炭豆菌屬可細分為Rosellinia、Corrugata與Calomastia三個亞屬，其中棕墊炭豆菌屬於Rosellinia亞屬。

## 形態
棕墊炭豆菌可在土壤中形成菌核，菌核與菌絲體皆可產生分生孢子束，其末端可形成透明橢圓形、由一個細胞組成的分生孢子，長約3微米－5微米，寬約2.5微米－3微米。本種真菌為雌雄異絲（heterothallic），子囊果為子囊殼（perithecia），可見於被感染的植物根部，成熟後呈棕黑色，子囊中具有橢圓形的子囊孢子，子囊長62微米－93微米、寬長6.9微米－10.1微米，子囊孢子長36微米－46微米、寬5.5微米－6.3微米。環境不利時此真菌還可形成厚垣孢子，呈球狀，直徑約15微米。

## 感染
棕墊炭豆菌為為土壤中的植物病原菌，可感染蘋果、杏桃、酪梨、木薯、梨、芒果、柑橘、無花果、橄欖、栗樹與櫻桃等果樹、草莓、馬鈴薯、豆類與棉花等經濟作物、以及多種針葉或闊葉的森林樹種，導致白紋羽病，此真菌在世界各地均有分布，其中在西班牙與以色列對蘋果樹與酪梨樹造成嚴重感染，是酪梨根腐病的主要病原，在日本也是葡萄、蘋果與梨樹最嚴重的病原之一。
本種真菌以土壤為主要傳播媒介，不以空氣傳播，因此常在同處果園中反覆發生，較少散播到鄰近果園中。土壤中的棕墊炭豆菌菌絲可穿透植物的根部以造成感染，植物的根部初被此真菌感染時，植株地上部的症狀尚不明顯，常造成感染鑑定的困難，後期地上部症狀與樟疫黴和蜜環菌等感染造成的類似，包括芽停止生長、葉黃化、葉變小、落葉、凋萎、果實乾癟等，樹皮下出現明顯的菌絲層，根部則會腐爛並長出白色棉花狀的菌絲，在葉症狀出現的數週內即可造成植物死亡，但也可能繼續存活兩至三年。

## 真菌病毒
已知多種真菌病毒可感染棕墊炭豆菌。巨型雙核糖核酸病毒科的RnMBV1病毒（該科唯一一種病毒）、呼腸孤病毒科的真菌呼肠孤病毒三型（Mycoreovirus 3、MyRV3）的感染會抑制本種真菌菌絲體生長，進而降低其對植物的致病性，故此二病毒有用於生物防治的潛力。Quadriviridae科的RnQV1病毒（該科唯一一種病毒）、數種分體病毒科的真菌病毒與至少一種整體病毒科的病毒亦可感染本真菌，但不造成明顯症狀。